# Alfred Issendorf
Alfred Issendorf is de hoofdpersoon en ik-verteller van de roman Nooit meer slapen uit 1966 van de Nederlandse schrijver Willem Frederik Hermans. Alfred is een 25-jarige student geologie die op een expeditie in Noors Lapland meteorietkraters hoopt te ontdekken. De eerzuchtige Alfred valt ten prooi aan twijfel en minderwaardigheidsgevoelens, welke laatste hij gemeen heeft met zijn gids Arne Jordal. Daarbij ontwikkelt hij een steeds sterker wantrouwen tegen twee van zijn reisgenoten, Qvigstad en Mikkelsen, mede vanwege de taalbarrière.

## Biografie
Alfred is een ambitieuze, 25-jarige student geologie die in Lapland in Noorwegen een theorie van zijn promotor, professor Sibbelee, hoopt te bevestigen dat het ontstaan van gaten in de grond door meteorietinslagen kwam. Hij doet dit, onder aanmoediging van zijn moeder, om zijn vader te wreken, een bioloog die roemloos gestorven is tijdens een expeditie. Zelf had Alfred liever fluitist willen worden. Zijn gelovige zusje Eva beschouwt hij als een onnozel wicht.
De ambitie gaat gepaard met een grote angst om te mislukken. Daarbij heeft hij een slecht gevoel voor richting, wat onhandig is bij veldonderzoek:
Werkelijk, goed beschouwd ben ik niet rijk gezegend met eigenschappen die mij te pas kunnen komen in de geologie. Vergeetachtig. In staat zelfs de weg kwijt te raken die ik goed ken. Onsportief, slecht geoefend. Onleesbaar schrijvend, houterig tekenend.
Zijn onzekerheid brengt Alfred tot een nederige houding tegenover vrijwel iedereen die zijn pad kruist: Nummedal, Oftedahl, Arne, Qvigstad, Mikkelsen en Inger-Marie. Ook ontwikkelt hij hierdoor het vermoeden dat de Noorse wetenschappers een complot tegen hem gesmeed hebben om succes te belemmeren.
Voor zijn expeditie heeft hij luchtfoto's nodig die hij hoopt te krijgen van de Noorse professor Nummedal te Oslo. Die verwijst Alfred door naar de geologische dienst te Trontheim. Uiteindelijk moet Alfred het zonder luchtfoto's doen.
Alfred gaat op expeditie met drie jonge Noren, Arne Jordal, Qvigstad en Mikkelsen. Hij is nauwelijks bestand tegen de ontberingen van het landschap en wanneer hij ontdekt dat Mikkelsen wel over luchtfoto's beschikt, begint zijn sluimerende wantrouwen tot ontplooiing te komen. Op deze foto's herkent hij geen meteorietkraters. Na een bepaald punt scheiden Qvigstad en Mikkelsen zich af en trekt Alfred alleen nog met Arne als gids verder. Als ze onenigheid krijgen over de te volgen richting, vertrouwt Alfred op zijn kompas en trekt verder, in de verwachting dat Arne zal volgen. Wanneer dit niet gebeurt en Alfred terugkeert, treft hij Arne doodgevallen aan. Vervolgens moet Alfred zelf zijn weg terug zoeken. Aan Nummedal brengt hij verslag van zijn edpeditie uit en biedt hem aan het onderzoek van Arne af te maken. Gedesillusioneerd keert hij terug naar Nederland, waarbij hij in het vliegtuig een krantenbericht leest over een meteorietinslag in het gebied waar hij net vandaan komt.

## Naam
Alfred Issendorf is een veelzeggende naam: hij is te 'dorps' en te onmondig om, als Aenas, de held te kunnen zijn in een epos. Ook is hij niet tegen de Natuur opgewassen als Odysseus. Hij is een antiheld. Omdat hij de verantwoordelijkheden en verplichtingen die hij op zich genomen heeft niet kan dragen, zoekt hij houvast in een onstelpbare drang om alles te meten.

## Receptie
In de literatuurkritiek werd Alfred al meteen beschouwd als een personage met een gebrekkig inzicht in zijn eigen situatie. Kees Fens sprak in een recensie zelfs van 'onnozelheid', maar volgens Ed Popelier nam Fens daarbij ten onrechte aan dat Alfred en de lezer evenveel weten, omdat de lezer aangewezen is op de waarneming van de ik-verteller. In werkelijkheid, aldus Popelier, is voor de lezer een superieure kennispositie weggelegd omdat hij verbanden kan leggen die Alfred niet ziet.
Volgens Popelier wordt Alfred gedreven door een zelfzuchtig motief: eerzucht en wraak. In contrast daarmee zou zijn gids Arne door een zuiver 'wetenschappelijke instelling' zonder 'bijmotieven' worden gemotiveerd.

## Personagestructuur

### Diederik Geelhoed en Brandel
Diederik Geelhoed is een vriend en studiegenoot van Alfred. Alfred heeft het enkele keren over hem en daaruit blijkt volgens Hella Haasse dat Diederik een rivaal in de wetenschap is, een stimulerende maar ook irritante rol. Bovendien is hij een vertrouweling van Alfred. 'Ik zou niet met Diederik omgaan, als ik niet zo goed met hem kon praten. Niemand vertel ik zo gemakkelijk iets over mezelf als Diederik.'
Brandel is een andere studiegenoot van Alfred, een tegenhanger van Diederik. 'Brandel is nooit een intieme vriend van mij geweest. Heel andere figuur dan ik.' Alfred constateert dat Brandel, die een grote, met veel publiciteit omgeven expeditie onderneemt, meer aanleg voor de wetenschap heeft dan hijzelf. Brandel is een opponent en concurrent.

### Arne, Qvigstadt en Mikkelsen
Als sympathieke vriend en gespreksgenoot is Arne op de expeditie de plaatsvervanger van Diederik. De andere deelnemers, Qvigstadt en Mikkelsen, zijn plaatsvervangers voor Brandel. Zij zijn ook volwassener: anders dan Arne worden zij steeds bij hun achternaam genoemd en de naam Qvigstadt duidt een grotere maat aan dan Issendorf.

## Alfred en Arne
Alfred heeft ambivalente gevoelens voor zijn gids Arne, tegen wie hij opkijkt als een vaderfiguur. Hij wenst diens goedkeuring weg te dragen, maar vindt de superioriteit van Arne ook vervelend. Wanneer Alfred een moeilijke oversteek over een rivier heeft volbracht, vindt zijn ambivalentie expressie:
Ik ben er over. Ik sta naast Arne. Hij houdt fototoestel en kaartentas vast aan de riemen en hangt ze mij om alsof het ridderorden waren.
Behalve de ironische verheffing in de ridderstand, duidt ook de tweede zin aan dat Alfred even niet onderdoet voor zijn gids.